# نتائج منتخب لبنان لكرة القدم (2000–2009)
| · نتائج منتخب لبنان لكرة القدم                                                                                           |
| --- |
| - 1940–1989 (53 مباراة) - 1990–1999 (65 مباراة) - 2000–2009 (92 مباراة) - 2010–2019 (87 مباراة) - 2020–حالياً - غير رسمية |

قائمة نتائج منتخب لبنان لكرة القدم من 2000 إلى 2009.
في 2000 استضاف لبنان كأس آسيا 2000: وحصل على المركز الأخير في مجموعته بعد تعادلين وخسارة واحدة. كما فشل المنتخب الوطني في التأهل لكأس العالم 2002 وكأس العالم 2006، وكأس آسيا 2004. 

## النتائج

### 2000
| 16 فبراير 2000 مباراة ودية | لبنان | 1–0 | كوريا الشمالية | بيروت، لبنان |

| 23 فبراير 2000 مباراة ودية | لبنان | 1–1 | الأردن | طرابلس، لبنان |

| 8 مارس 2000 مباراة ودية | الأردن | 1–1 | لبنان | عمان، الأردن |

| 13 مايو 2000 مباراة ودية | الأردن | 1–1 | لبنان | ليماسول، قبرص |

| 21 مايو 2000 مباراة ودية | لبنان | 0–0 | السعودية | وادي البقاع، لبنان |

| 23 مايو 2000 بطولة اتحاد غرب آسيا لكرة القدم 2000 | العراق | 2–1 | لبنان | عمان، الأردن |

| 25 مايو 2000 بطولة اتحاد غرب آسيا لكرة القدم 2000 | لبنان | 2–0 | قرغيزستان | عمان، الأردن |

| 27 مايو 2000 بطولة اتحاد غرب آسيا لكرة القدم 2000 | الأردن | 0–0 | لبنان | عمان، الأردن |

| 25 يونيو 2000 مباراة ودية | لبنان | 3–1 | الكويت | طرابلس، لبنان |

| 5 أغسطس 2000 مباراة ودية | لبنان | 3–1 | عمان | وادي البقاع، لبنان |

| 8 أغسطس 2000 مباراة ودية | لبنان | 1–2 | عمان | وادي البقاع، لبنان |

| 7 سبتمبر 2000 مباراة ودية | لبنان | 0–1 | الإمارات العربية المتحدة | بيروت، لبنان |

| 10 سبتمبر 2000 مباراة ودية | لبنان | 2–2 | الإمارات العربية المتحدة | بيروت، لبنان |

| 12 أكتوبر 2000 كأس آسيا 2000 | لبنان | 0–4 | إيران | بيروت، لبنان |

| 15 أكتوبر 2000 كأس آسيا 2000 | لبنان | 2–2 | العراق | بيروت، لبنان |

| 18 أكتوبر 2000 كأس آسيا 2000 | لبنان | 1–1 | تايلاند | بيروت، لبنان |

### 2001
| 31 يناير 2001 مباراة ودية | لبنان | 0–0 | العراق | بيروت، لبنان |

| 7 مارس 2001 مباراة ودية | لبنان | 2–2 | سوريا | طرابلس، لبنان |

| 4 أبريل 2001 مباراة ودية | لبنان | 1–1 | البحرين | بيروت، لبنان |

| 25 أبريل 2001 مباراة ودية | لبنان | 3–0 | الفلبين | طرابلس، لبنان |

| 13 مايو 2001 تصفيات كأس العالم 2002 | لبنان | 6–0 | باكستان | بيروت، لبنان |

| 15 مايو 2001 تصفيات كأس العالم 2002 | لبنان | 4–0 | سريلانكا | بيروت، لبنان |

| 17 مايو 2001 تصفيات كأس العالم 2002 | لبنان | 1–2 | تايلاند | بيروت، لبنان |

| 26 مايو 2001 تصفيات كأس العالم 2002 | لبنان | 8–1 | باكستان | بانكوك، تايلاند |

| 28 مايو 2001 تصفيات كأس العالم 2002 | لبنان | 5–0 | سريلانكا | بانكوك، تايلاند |

| 30 مايو 2001 تصفيات كأس العالم 2002 | تايلاند | 2–2 | لبنان | بانكوك، تايلاند |

### 2002
| 1 سبتمبر 2002 بطولة اتحاد غرب آسيا لكرة القدم 2002 | الأردن | 1–0 | لبنان | دمشق، سوريا |

| 3 سبتمبر 2002 بطولة اتحاد غرب آسيا لكرة القدم 2002 | إيران | 2–0 | لبنان | دمشق، سوريا |

| 19 ديسمبر 2002 كأس العرب 2002 | السعودية | 1–0 | لبنان | مدينة الكويت، الكويت |

| 21 ديسمبر 2002 كأس العرب 2002 | سوريا | 4–1 | لبنان | مدينة الكويت، الكويت |

| 24 ديسمبر 2002 كأس العرب 2002 | لبنان | 4–2 | اليمن | مدينة الكويت، الكويت |

| 26 ديسمبر 2002 كأس العرب 2002 | البحرين | 0–0 | لبنان | مدينة الكويت، الكويت |

### 2003
| 22 أغسطس 2003 مباراة ودية | لبنان | 1–0 | سوريا | بيروت، لبنان |

| 4 سبتمبر 2003 تصفيات كأس آسيا 2004 | كوريا الشمالية | 0–1 | لبنان | بيونغيانغ، كوريا الشمالية |

| 19 سبتمبر 2003 مباراة ودية | البحرين | 4–3 | لبنان | المنامة، البحرين |

| 17 أكتوبر 2003 تصفيات كأس آسيا 2004 | الأردن | 1–0 | لبنان | عمان، الأردن |

| 3 نوفمبر 2003 تصفيات كأس آسيا 2004 | لبنان | 1–1 | كوريا الشمالية | بيروت، لبنان |

| 12 نوفمبر 2003 تصفيات كأس آسيا 2004 | لبنان | 0–2 | الأردن | بيروت، لبنان |

| 19 نوفمبر 2003 تصفيات كأس آسيا 2004 | لبنان | 0–3 | إيران | بيروت، لبنان |

| 28 نوفمبر 2003 تصفيات كأس آسيا 2004 | إيران | 1–0 | لبنان | طهران، إيران |

| 16 ديسمبر 2003 مباراة ودية | الكويت | 2–0 | لبنان | لارنكا، قبرص |

| 18 ديسمبر 2003 مباراة ودية | الكويت | 0–0 | لبنان | لارنكا، قبرص |

### 2004
| 8 فبراير 2004 مباراة ودية | لبنان | 2–1 | البحرين | بيروت، لبنان |

| 18 فبراير 2004 تصفيات كأس العالم 2006 | كوريا الجنوبية | 2–0 | لبنان | سوون، كوريا الجنوبية |

| 23 مارس 2004 مباراة ودية | لبنان | 0–1 | سوريا | جونيه، لبنان |

| 31 مارس 2004 تصفيات كأس العالم 2006 | فيتنام | 0–2 | لبنان                        | نام دنه، فيتنام |
|                                     |        |     | رضا عنتر 83' · خالد حمية 88' |                 |

| 26 مايو 2004 مباراة ودية | لبنان | 2–2 | البحرين | بيروت، لبنان |

| 9 يونيو 2004 تصفيات كأس العالم 2006 | لبنان | 3–0 | المالديف                                           | بيروت، لبنان |
|                                     |       |     | هيثم زين 21' · رضا عنتر 87' · علي ناصر الدين 90+3' |              |

| 17 يونيو 2004 بطولة اتحاد غرب آسيا لكرة القدم 2004 | إيران | 4–0 | لبنان | طهران، إيران |

| 19 يونيو 2004 بطولة اتحاد غرب آسيا لكرة القدم 2004 | سوريا | 3–1 | لبنان | طهران، إيران |

| 3 يوليو 2004 مباراة ودية | الصين | 6–0 | لبنان | تشونغتشينغ، الصين |

| 31 أغسطس 2004 مباراة ودية | الأردن | 2–2 | لبنان | عمان، الأردن |

| 8 سبتمبر 2004 تصفيات كأس العالم 2006 | المالديف | 2–5 | لبنان                                                                  | ماليه، جزر المالديف |
|                                      |          |     | علي ناصر الدين 4'، 58' · فيصل عنتر 43' · محمود شحود 63' · رضا عنتر 75' |                     |

| 3 أكتوبر 2004 مباراة ودية | لبنان | 1–3 | الكويت | طرابلس، لبنان |

| 6 أكتوبر 2004 مباراة ودية | لبنان | 1–1 | الكويت | بيروت، لبنان |

| 13 أكتوبر 2004 تصفيات كأس العالم 2006 | لبنان | 1–1 | كوريا الجنوبية     | بيروت، لبنان |
|                                       |       |     | علي ناصر الدين 28' |              |

| 17 نوفمبر 2004 تصفيات كأس العالم 2006 | لبنان | 0–0 | فيتنام | بيروت، لبنان |

| 1 ديسمبر 2004 مباراة ودية | قطر | 4–1 | لبنان | الدوحة، قطر |

### 2005
| 2 فبراير 2005 مباراة ودية | البحرين | 2–1 | لبنان | الدوحة، قطر              |
|                           |         |     |       | الملعب: ملعب سحيم بن حمد |

### 2006
| 27 يناير 2006 مباراة ودية | السعودية | 1–2 | لبنان | الرياض، السعودية                |
|                           |          |     |       | الملعب: ملعب الأمير فيصل بن فهد |

| 21 ديسمبر 2006 كأس العرب 2009 | لبنان | 0–0 | موريتانيا | بيروت، لبنان |

| 24 ديسمبر 2006 كأس العرب 2009 | لبنان | 4–0 | الصومال | بيروت، لبنان |

| 27 ديسمبر 2006 كأس العرب 2009 | لبنان | 0–0 | السودان | بيروت، لبنان |

### 2007
| 16 يونيو 2007 بطولة اتحاد غرب آسيا لكرة القدم 2007 | سوريا | 1–0 | لبنان | عمان، الأردن |

| 20 يونيو 2007 بطولة اتحاد غرب آسيا لكرة القدم 2007 | الأردن | 3–0 | لبنان | عمان، الأردن |

| 23 سبتمبر 2007 مباراة ودية | الإمارات العربية المتحدة | 1–1 | لبنان | دبي، الإمارات العربية المتحدة       |
|                            |                          |     |       | الملعب: ملعب مكتوم بن راشد آل مكتوم |

| 8 أكتوبر 2007 تصفيات آسيا لكأس العالم 2010 | لبنان                                               | 4–1 | الهند            | صيدا، لبنان                          |
| 20:00                                      | رضا عنتر 33' · محمد غدار 62'، 76' · محمود العلي 63' |     | سونيل تشيتري 30' | الملعب: ملعب صيدا البلدي الحضور: 500 |

| 30 أكتوبر 2007 تصفيات آسيا لكأس العالم 2010 | الهند                               | 2–2   | لبنان              | مارغاو، الهند                        |
| 10:30                                       | سونيل تشيتري 29' · ستيفن دياز 90+2' | تقرير | محمد غدار 76'، 88' | الملعب: استاد فاتوردا الحضور: 10,000 |

### 2008
| 2 يناير 2008 مباراة ودية | الكويت | 3–2 | لبنان | مدينة الكويت، الكويت |

| 20 يناير 2008 مباراة ودية | الصين | 0–0 | لبنان | زونغشان، الصين |

| 28 يناير 2008 مباراة ودية | الأردن | 4–1 | لبنان | عمان، الأردن |

| 6 فبراير 2008 تصفيات كأس العالم 2010 | لبنان | 0–1   | أوزبكستان         | بيروت، لبنان                                                                      |
|                                      |       | تقرير | - عادل أحمدوف 44' | الملعب: ملعب مدينة كميل شمعون الرياضية الحضور: 800 الحكم: عبد الله الهلالي (عمان) |

| 26 مارس 2008 تصفيات كأس العالم 2010 | سنغافورة | 2–0 | لبنان | كالانغ، سنغافورة |

| 9 أبريل 2008 تصفيات كأس آسيا 2011 | لبنان | 4–0 | المالديف | بيروت، لبنان |

| 23 أبريل 2008 تصفيات كأس آسيا 2011 | المالديف | 1–2 | لبنان | ماليه، جزر المالديف |

| 27 مايو 2008 مباراة ودية | قطر | 2–1 | لبنان | الدوحة، قطر |

| 2 يونيو 2008 تصفيات كأس العالم 2010 | السعودية | 4–1 | لبنان | الرياض، السعودية |

| 7 يونيو 2008 تصفيات كأس العالم 2010 | السعودية | 2–1 | لبنان | الرياض، السعودية |

| 14 يونيو 2008 تصفيات كأس العالم 2010 | أوزبكستان                                  | 3–0   | لبنان | طشقند، سنغافورة                                                                      |
|                                      | - عادل أحمدوف 50'، 63' - سرفر جباروف 90+4' | تقرير |       | الملعب: ملعب الجيش الرياضي الحربي المركزي الحضور: 7,000 الحكم: ماثيو بريز (أستراليا) |

| 22 يونيو 2008 تصفيات كأس العالم 2010 | لبنان | 1–2 | سنغافورة | بيروت، لبنان |

### 2009
| 14 يناير 2009 تصفيات كأس آسيا 2011 | فيتنام | 3–1 | لبنان | هانوي، فيتنام |

| 21 يناير 2009 كأس الملوك 2009 | تايلاند | 2–1 | لبنان | محافظة بوكيت، تايلاند |

| 23 يناير 2009 كأس الملوك 2009 | لبنان | 1–0 | كوريا الشمالية | محافظة بوكيت، تايلاند |

| 28 يناير 2009 تصفيات كأس آسيا 2011 | لبنان | 0–2 | سوريا | صيدا، لبنان |

| 1 أبريل 2009 مباراة ودية | لبنان | 1–1 | ناميبيا | صيدا، لبنان |

| 19 أغسطس 2009 كأس نهرو 2009 | الهند | 0–1 | لبنان | نيودلهي، الهند |

| 22 أغسطس 2009 كأس نهرو 2009 | سريلانكا | 4–3 | لبنان | نيودلهي، الهند |

| 25 أغسطس 2009 كأس نهرو 2009 | لبنان | 1–1 | قرغيزستان | نيودلهي، الهند |

| 27 أغسطس 2009 كأس نهرو 2009 | سوريا | 1–0 | لبنان | نيودلهي، الهند |

| 14 نوفمبر 2009 تصفيات كأس آسيا 2011 | لبنان | 0–2 | الصين | بيروت، لبنان |

| 22 نوفمبر 2009 تصفيات كأس آسيا 2011 | الصين | 1–0 | لبنان | جيجيانغ، الصين |

## وصلات خارجية
- نتائج منتخب لبنان و تجهيزاته في الاتحاد اللبناني لكرة القدم
- نتائج منتخب لبنان في مؤسسة إحصاءات وثيقة لرياضة كرة القدم